# Бутарин, Николай Саввич
Николай Саввич Бутарин (1905—1961) — советский биолог-генетик, селекционер в овцеводстве, лауреат Сталинской премии.

## Биография
Окончил университет в начале 1930-х гг., после чего работал в Казахстане. На 1940 год - научный руководитель Курмектинской экспериментальной базы Казахского филиала Академии Наук.
С 1940-х гг. зав. сектором генетики животных Института экспериментальной биологии (ИЭБ) АН Казахской ССР.
Автор книги: Отдаленная гибридизация в животноводстве [Текст] : (архаромеринос и гибридная свинья) / Н. С. Бутарин ; Акад. наук КазССР, Ин-т эксперим. биологии. — Алма-Ата : Наука, 1964. — 209, [18] с., [1] л. портр. : ил. ; 22 см. — Библиогр.: с. 205—210. — 1026 экз.. — (В пер.)
Сталинская премия 3-й степени 1950 года (в составе коллектива) — за выведение новой породы тонкорунных овец «Казахский архаромеринос». Награждён орденом «Знак Почёта» (05.11.1940) «в связи с 20-летним юбилеем Казахской ССР, за достижения в развитии промышленности, сельского хозяйства, науки и искусства».